# Ромазанов Кабдулла Закір'янович
Кабдулла Закір'янович Ромазанов (5 липня 1947, село Булаєвського району, тепер району Магжана Жумабаєва Північноказахстанської області, Казахстан) — радянський діяч, металург, сталевар Карагандинського металургійного комбінату Казахської РСР. Член Центральної Ревізійної Комісії КПРС у 1986—1990 роках. Народний депутат СРСР у 1989—1991 роках.

## Життєпис
Народився в селянській родині. У 1966 році працював робітником радгоспу Північно-Казахстанської області.
У 1966—1969 роках — служба в Радянській армії в Туркестанському військовому окрузі.
У 1969—1973 роках — ковшовий гарячого чавуну Карагандинського металургійного заводу в місті Теміртау Казахської РСР.
Член КПРС з 1970 року.
Закінчив середню школу робітничої молоді.
У 1973—1978 роках — підручний сталевара, у 1978—1995 роках — сталевар конверторного цеху Карагандинського металургійного комбінату Казахської РСР у місті Теміртау.
У 1989—1991 роках — народний депутат СРСР, член Комітету Верховної ради СРСР з питань екології та раціонального використання природних ресурсів.
З 1995 року — голова профспілкового комітету (профкому) конверторного цеху Карагандинського металургійного комбінату.

## Нагороди і відзнаки
- орден Трудової Слави ІІ ст.
- орден Трудової Слави ІІІ ст.
- медалі
- нагрудний знак «Енбек Данки» (2010)
- Почесний металург СРСР